# Фрідріх Руге
Фрідріх Оскар Руге (нім. Friedrich Oskar Ruge; 24 грудня 1894, Лейпциг — 3 липня 1985, Тюбінген) — німецький військово-морський діяч, віцеадмірал крігсмаріне і бундесмаріне. Кавалер Лицарського хреста Залізного хреста.

## Біографія
1 квітня 1914 року вступив у кайзерліхмаріне. Пройшов підготовку на важкому крейсері «Герта». Учасник Першої світової війни, служив на лінійному кораблі «Лотарингія» (серпень-вересень 1914), важкому крейсері «Герта» (вересень-листопад 1914), лінійному кораблі «Ельзас» (24 грудня 1914 — 30 листопада 1915), з травня 1916 року — на міноносцях.
22 червня 1919 року інтернований. У січні 1920 року повернувся на батьківщину і зарахований у рейхсмаріне. Служив в штабах, на тендерах, в частинах берегової оборони. Закінчив Вище технічне училище в Берліні (1926). З 11 жовтня 1926 року — командир тральщика М-136. 2 жовтня 1928 року переведений в торпедну інспекцію. З 29 вересня 1932 року — командир 1-ї напівфлотилії тральщиків. З 30 вересня 1934 року — офіцер Адмірал-штабу в штабі військово-морської станції «Остзее». З 1 червня 1937 року — керівник тральщиків.
З початком Другої світової війни 1 вересня 1939 року призначений керівником тральщиків «Схід», з 15 жовтня 1939 року — «Захід». Під час операції «Везерюбунг» командував 10-й бойовою групою. З 17 лютого 1941 року — керівник оборони на Заході, одночасно з 12 по 21 травня 1943 року очолював спеціальний штаб ВМС в Тунісі. З 22 травня по 12 серпня 1943 року — начальник командування ВМС в Італії, а 10 листопада 1943 року призначений представником ВМС при командувачі групою армій «B». З 1 листопада 1944 року — начальник Конструкторського управління ОКМ. 9 травня 1945 року здався союзникам. 30 листопада 1946 року звільнений.
У 1949-52 роках — член військово-морського історичного товариства в Бремергафені. Брав активну участь у відтворенні ВМФ ФРН. З 1 березня 1956 вступив у ВМС і 5 березня призначений начальником Військово-морського управління Міністерства оборони. З 1 червня 1957 року — інспектор ВМС. 30 вересня 1961 року вийшов у відставку.

## Сім'я
В 1920 році одружився з дочкою лікаря Рут Греф (1897—1967). В шлюбі народились 4 дітей (Рут була нагороджена Почесним хрестом німецької матері в бронзі).

## Звання
- Морський кадет (1 квітня 1914)
- Лейтенант-цур-зее (13 липня 1916)
- Обер-лейтенант-цур-зее (28 вересня 1920)
- Капітан-лейтенант (1 жовтня 1925)
- Корветтен-капітан (1 квітня 1933)
- Фрегаттен-капітан (1 січня 1937)
- Капітан-цур-зее (1 вересня 1939)
- Контр-адмірал (1 лютого 1942)
- Віце-адмірал (1 квітня 1943)
- Віце-адмірал (1 березня 1956)

## Нагороди
- Залізний хрест
  - 2-го класу (26 серпня 1917)
  - 1-го класу (2 березня 1918)
- Почесний хрест ветерана війни з мечами (1934)
- Медаль «За вислугу років у Вермахті» 4-го, 3-го, 2-го і 1-го класу (25 років)
- Німецький Олімпійський знак 2-го класу (21 грудня 1936)
- Медаль «У пам'ять 1 жовтня 1938»
- Медаль «У пам'ять 22 березня 1939 року»
- Застібка до Залізного хреста
  - 2-го класу (17 вересня 1939)
  - 1-го класу (2 жовтня 1939)
- Нагрудний знак мінних тральщиків (15 лютого 1940)
- Лицарський хрест Залізного хреста (21 жовтня 1940)
- Відзначений у Вермахтберіхт (16 лютого 1942)
- Фронтова планка флоту в бронзі
- Орден «За заслуги перед Італійською Республікою», великий офіцерський хрест (1 червня 1958)
- Легіон Заслуг (США), командорський хрест (2 серпня 1961)
- Орден «За заслуги перед Федеративною Республікою Німеччина», великий хрест із зіркою і плечовою стрічкою (28 вересня 1961)
- Почесний професор Тюбінгенського університету (1967)
- Іноземний член Королівської шведської академії морських наук (1973)
- Член-кореспондент Міжнародного товариства Коронеллі з глобальних досліджень

## Вшанування пам'яті
В Науковій бібліотеці Річленд-Сентеру є «Архів адмірала Руге».